# Fort de Loncin
Il Fort de Loncin è uno dei dodici forti costruiti come parte delle fortificazioni di Liegi alla fine del XIX secolo in Belgio. Esso venne costruito tra il 1881 ed il 1884 secondo un progetto del generale Henri Alexis Brialmont. In contrasto coi forti francesi costruiti nella medesima epoca da Raymond Adolphe Séré de Rivières, il forte venne costruito esclusivamente in calcestruzzo non rinforzato. La natura sperimentale del nuovo materiale portò il forte ad essere vulnerabile strutturalmente, in particolare con l'artiglieria nemica. Esso venne distrutto durante la prima guerra mondiale nel corso della Battaglia di Liegi, quando il magazzino del forte venne colpito da un colpo di cannone tedesco, uccidendo gran parte degli occupanti del forte per l'esplosione. L'evento fu tra l'altro il battesimo del fuoco della Grande Berta. Il sito è oggi divenuto un cimitero militare in quanto il forte non venne mai riutilizzato per scopi bellici. Dal 2023 è iscritto tra i Siti cimiteriali e memoriali della Prima guerra mondiale (Fronte occidentale), patrimonio dell'umanità seriale transnazionale tra Belgio e Francia.

## Descrizione
Il Fort de Loncin è collocato a circa 7 km a ovest dal centro di Liegi, in direzione di Bruxelles e Tongeren. La guarnigione comprendeva circa 500 uomini.
Il forte aveva forma di un triangolo isoscele la cui base era lunga 300 metri e i due lati misuravano ciascuno 235 metri. Un fossato profondo 6 metri e largo 8 circondava tutto il forte ma oggi si trova semisommerso dalla natura circostante. L'armamento principale era concentrato al centro del forte che era difeso da un'infilata di casematte con cannoni da 57 mm. Le casematte sulle punte del triangolo erano disposte su due livelli, permettendo azioni anche nel caso in cui il livello inferiore fosse stato ostruito.
Come nella maggior parte dei forti belgi anche quello di Loncin non si distinse per praticità o corretta funzionalità in combattimento con gravi mancanze strategiche nei punti salienti, in particolare sul retro da dove nella prima guerra mondiale venne attaccato e conquistato dai tedeschi. Loncin fu l'unico forte di Liegi ad avere però un sistema interno di ventilazione meccanica, consentendo l'evacuazione di eventuali gas asfissianti o del fumo dei cannoni.

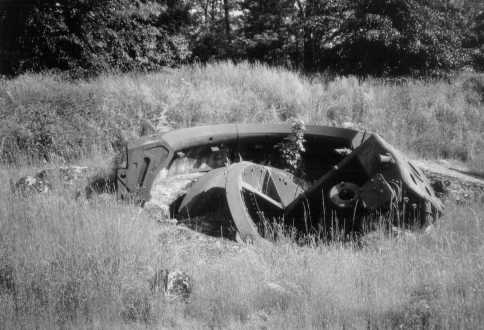
Una delle torrette distrutte

## La prima guerra mondiale
Nel 1914 il Fort de Loncin fu uno degli ultimi forti di Liegi a subire un bombardamento da parte delle truppe tedesche. Il forte venne bombardato incessantemente dal 12 al 15 agosto, prima concentrandosi sui due magazzini ove si trovavano dodici tonnellate di esplosivo. L'esplosione distrusse il cuore del forte, uccidendo 350 dei 500 soldati della guarnigione e i loro corpi ancora oggi rimangono tra le macerie ed è per questo che oggi il sito è sia un museo che un cimitero di guerra. Loncin fu però l'unico forte di Liegi a non arrendersi al nemico.
Il comandante del settore di Liegi, il generale Gérard Leman, aveva scelto il forte quale suo quartier generale dopo che i tedeschi erano entrati a Liegi. A seguito dell'esplosione, egli venne recuperato ferito, incosciente e delirante, e venne fatto prigionieri dai tedeschi. Il comandante del forte, Victor Naessens, scrisse:
"Sotto l'effetto di questo vulcano titanico, ciò che resta del forte è situato essenzialmente nella parte anteriore mentre degli uomini gran parte sono morti bruciati vivi o asfissiati."
La distruzione del forte con l'uso della Grande Berta fu subito sfruttato dai tedeschi per fini propagandistici il che portò successivamente alla resa del Fort de Flémalle e del Fort de Hollogne.

### I motivi della distruzione

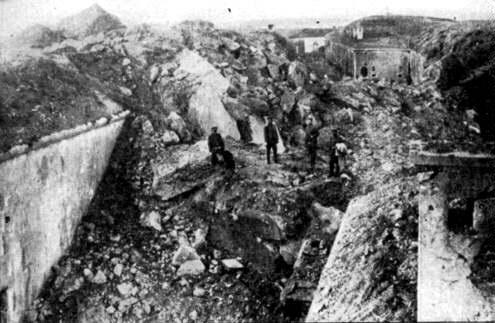
Il forte distrutto

La principale ragione della distruzione del Fort de Loncin fu da ricercarsi nella posizione del magazzino delle munizioni, posto effettivamente troppo vicino alla superficie. Oltre a questo non pochi erano stati i problemi di costruzione che non poterono sopportare a lungo degli stress causati dall'artiglieria della prima guerra mondiale. Questi problemi vennero evidenziati e vennero risolti in altri forti costruiti in seguito come quello di Eben-Emael, che avrebbe poi giocato un ruolo rilevante nella seconda guerra mondiale.

## Monumento commemorativo
Dopo la guerra, i belgi ebbero dei sentimenti di ammirazione per quanti erano morti piuttosto che arrendersi al nemico a Fort de Loncin e come tale si aprì una sottoscrizione pubblica per erigere un monumento che re Alberto I del Belgio inaugurò il 15 agosto 1923. Il monumento venne scolpito dall'artista di Liegi Georges Petit e comprendeva una torre di 18 metri con due figure in cima rappresentanti un guerriero romano e uno greco che rendono onore ai difensori di Loncin. Alla base si trovano delle figure che rappresentano una donna che sostiene un soldato morto ai suoi piedi. Un monumento separato consiste in una targa con l'iscrizione Passant... va dire à la Belgique et à la France qu'ici 550 belges se sont sacrifiés pour la défense de la liberté et le salut du monde ("Passante... vai a dire al Belgio ed alla Francia che qui vi sono 550 belgi che si sono sacrificati per la difesa della libertà e la salvezza del mondo"), attribuita al generale francese Malleterre.

## Il forte oggi
Dal 15 agosto 1914 il Fort de Loncin è divenuto un cimitero di guerra e un luogo del ricordo. Più di 300 caduti rimangono sepolti tra le sue macerie. I resti recuperati dal forte sono invece stati reinterrati in una cripta sulla testa del forte. Ad ogni modo la presenza di oggetti inesplosi ha portato l'esercito belga nel 2007 a realizzare una ricognizione che ha riportato alla luce 142 tonnellate di munizioni. durante questi lavori vennero ritrovati 25 corpi di cui 4 sono stati identificati per poi essere sepolti il 15 agosto 2008.